# Tokorozawa
Tokorozawa (所沢市, Tokorozawa-shi) est une ville située dans la préfecture de Saitama, au Japon.

## Géographie

### Situation
Tokorozawa est située dans la partie centrale du plateau de Musashino, dans le sud de la préfecture de Saitama, à environ 30 km à l'ouest du centre de Tokyo.

### Démographie
En 2010, la population de la ville de Tokorozawa était de 340 743 habitants répartis sur une superficie de 72,11 km2. En avril 2023, elle était de 344 062 habitants.

### Climat
Tokorozawa a un climat subtropical humide caractérisé par des étés chauds et des hivers frais avec peu ou pas de chutes de neige. La température moyenne annuelle est de 14,0 °C. La pluviométrie annuelle moyenne est de 1 647 mm, septembre étant le mois le plus humide.

## Histoire
Le bourg de Tokorozawa a été créé le 1er avril 1889 avec la mise en place du système de municipalités modernes.
Tokorozawa est devenu le site de la première base aérienne et académie aéronautique du Japon en 1911. La base a été utilisée jusqu'à la fin de la Seconde Guerre mondiale et est tombée sous le contrôle des forces armées américaines après la guerre. Les États-Unis ont restitué la plupart de leurs possessions à Tokorozawa au Japon en 1971, mais conservent une installation de communication dans la ville. Une grande partie des terrains a été convertie en musée de l'aviation.
Tokorozawa a été élevée au statut de ville le 3 novembre 1950. Elle a été désignée comme ville spéciale en 2002.

## Culture locale et patrimoine
- Tokorosawa shinmei-sha
- Hatogamine Hachiman-jinja
- restes du château de Taki
- Tokorozawa Aviation Museum
- Tokorozawa Civic Cultural Centre Muse
- Stomach House

## Sports
- Seibu Dome

## Transports
Tokorozawa est desservie par la ligne Musashino de la JR East et les lignes Ikebukuro, Shinjuku, Sayama et Yamaguchi de la Seibu. La gare de Tokorozawa est la principale gare de la ville.

## Jumelages
Tokorozawa est jumelée à :
- Decatur (États-Unis),
- Changzhou (Chine),
- Anyang (Corée du Sud).

## Personnalités liées à la municipalité
Hayao Miyazaki, créateur du personnage de Totoro et fondateur du Studio Ghibli, réside à Tokorozawa.

## Galerie photo

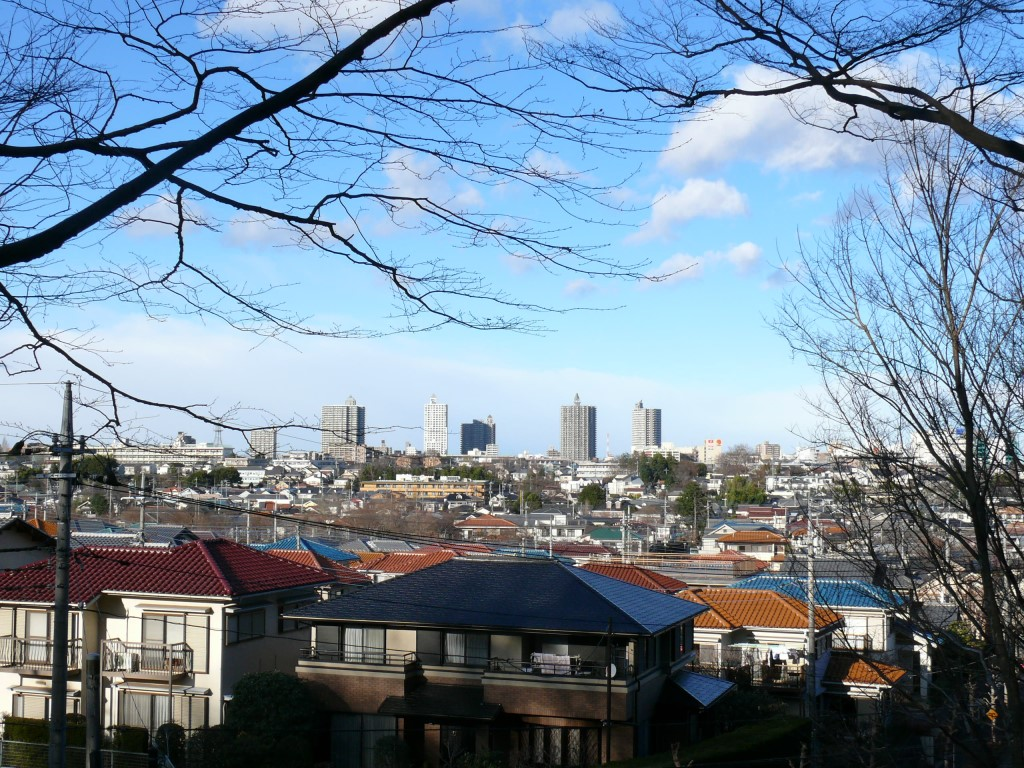
Vue sur la ville depuis Hachikokuyama.
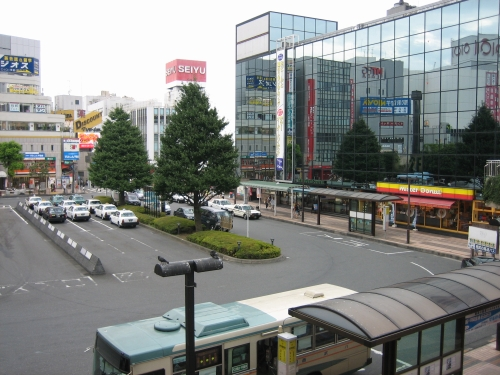
Centre-ville de Tokorozawa.
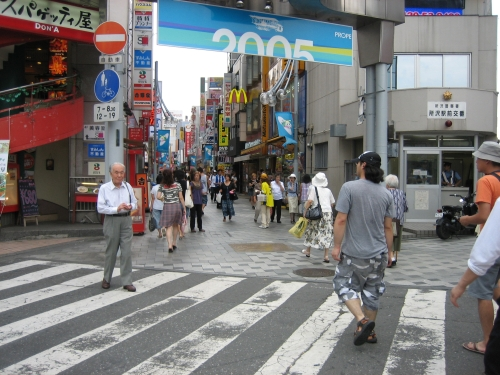
Prope Street, artère commerçante.